# Robert Burns
Robert Burns, também conhecido como Robbie Burns e O Bardo de Ayrshire (Alloway, Ayrshire, 25 de janeiro de 1759 - Dumfries, 21 de julho de 1796), foi um poeta escocês. Amplamente considerado o poeta nacional da Escócia, os trabalhos de Burns estão entre os primeiros escritos em língua escocesa, embora tenha também escrito em dialeto escocês (uma forma mais leve de escocês, mais suscetível de ser compreendida por anglófonos) e em língua inglesa. Burns escreveu poemas que prefiguram o romantismo e comédia, e, cheias de simplicidade e espontaneidade, suas poesias tinham como temas principais sua aldeia, a natureza e seus amores.

## Biografia
Filho de lavradores pobres, Robert Burns foi o mais velho dos sete filhos de Willian Burnes (também escrito Burness) e Agnes Broun. Nasceu no interior da Escócia, vivendo na cidade de Alloway, ao sul do Condado de Ayrshire até completar 7 anos, quando sua família mudou-se para Mount Oliphant, onde permaneceram por onze anos. Nesse período, Burns viveu como um agricultor. Mesmo criado no campo, e com poucos recursos financeiros, estudou em uma escola local, fundada por seu pai e alguns vizinhos, onde recebeu lições de latim, matemática e francês.
Desde os 15 anos Burns escrevia seus poemas, sem no entanto publicá-los, mas para obter recursos para uma viagem à Jamaica com sua namorada, publicou uma coletânea de poemas em 1788. A viagem não se deu devido à morte de sua amada. Esse acontecimento aliado ao relativo sucesso da obra mudaram seus planos. Decidiu permanecer na Escócia e conseguiu um cargo na administração britânica. No entanto, sua simpatia pela Revolução Francesa e a vida agitada que levava fizeram com que não obtivesse progresso na carreira pública. Casou-se com Jean Armour com quem teve nove filhos. O caçula nasceu no dia do funeral de Burns que morreu aos 37 anos.

## Obra
A obra de Burns é composta por 559 poemas e canções, sendo "A valsa da Despedida" bastante conhecida em português por ter sido objeto de uma versão, feita por Alberto Ribeiro e Braguinha (João de Barro), e que tornou-se uma canção muito popular. O seu poema “Canção” foi usado em Prisma (1936-1941) no nº 2 de julho de 1938.
De sua obra "To a Mouse, on Turning Her Up in Her Nest with the Plough", o escritor estadunidense John Steinbeck retirou o título de seu livro Ratos e Homens, de 1937.

## Estilo literário
O estilo de Burns é marcado pela espontaneidade, franqueza e sinceridade, e vai desde a intensidade terna de algumas de suas letras até o humor de "Tam o' Shanter" e a sátira de "Holy Willie's Prayer" e "The Holy Fair".[carece de fontes?]
A poesia de Burns baseou-se em uma substancial familiaridade e conhecimento da literatura clássica, bíblica e inglesa, bem como da tradição escocesa Makar. Burns era hábil em escrever não apenas na língua escocesa, mas também no dialeto inglês escocês da língua inglesa. Algumas de suas obras, como "Love and Liberty" (também conhecido como "The Jolly Beggars"), são escritas em escocês e inglês para vários efeitos.
Seus temas incluíam o republicanismo (ele viveu durante o período revolucionário francês) e o radicalismo, que ele expressou secretamente em "Scots Wha Hae", patriotismo escocês, anticlericalismo, desigualdades de classe, papéis de gênero, comentários sobre o Kirk escocês de seu tempo, identidade cultural escocesa, pobreza, sexualidade e os aspectos benéficos da socialização popular (carousing, uísque escocês, canções folclóricas, e assim por diante).
Os fortes altos e baixos emocionais associados a muitos dos poemas de Burns levaram alguns, como o biógrafo de Burns Robert Crawford, a sugerir que ele sofria de depressão maníaca – uma hipótese que foi apoiada pela análise de várias amostras de sua caligrafia. O próprio Burns se referiu a sofrer episódios do que chamou de "diabo azul". O National Trust for Scotland minimizou a sugestão alegando que as evidências são insuficientes para apoiar a alegação.

## Comemoração
No dia 25 de janeiro, data de aniversário do poeta, realizam-se os Burns suppers.